# Томаш Коваль
Томаш Коваль (пол. Tomasz Kowal, нар. 28 листопада 1980, Польща) — відомий польський стронгмен. Переможець змагання за звання Найсильнішої Людини Польщі.
Свій шлях у спорті почав із занять кікбоксинґом. У віці 14 років почав займатися силовими вправами. У 2000 році взяв участь у своєму першому змаганні.

## Власні скутки
- Присідання - 330 кг
- Вивага лежачи - 240 кг
- Мертве зведення - 390 кг